# Anne Conway
Lady Anne Conway, nascuda com a Anne Finch (Londres, 14 de desembre de 1631-Londres, 18 de febrer de 1679) va ser una filòsofa anglesa.
El seu tractat Principia philosophiae antiquissimae et recentissimae de Deo, Christo & Creatura, publicat de forma anònima i pòstuma el 1690, proposa una ontologia de l'esperit derivada de les qualitats de Déu, que es troba en oposició a les idees de Descartes, Hobbes i Spinoza.
L'obra d'Anne Conway, en la tradició del platonisme de Cambridge, va tenir influència decisiva sobre Gottfried Wilhelm Leibniz. El seu concepte de la mònada, derivat de la càbala, anticipa el pensament de Leibniz, el qual s'hi va inspirar, com confirma una carta de Leibniz a Thomas Burnett de 1697.